# Clothoïde
Een clothoïde, uit het Grieks: κλοθειν, klothein, spinnen of wol spinnen, ook spiraal van Cornu genaamd, is in de civiele techniek een spiraal, waarmee een kromme wordt aangeduid die bij het ontwerp van het alignement wordt gebruikt en daarin als overgang dient tussen twee rechte stukken weg of spoorlijn, of tussen een recht stuk weg en een cirkelvormige bocht.
Een clothoïde is een symmetrische dubbelspiraal met het buigpunt in de oorsprong, met de eigenschap dat met toenemende booglengte ook de kromming toeneemt en wel geldt in elk punt van de kromme:
{\displaystyle R\ L=A^{2}}
Daarin is :

Clothoïde met overgangsboog

- {\displaystyle A} de parameter van de clothoïde in [m],
- {\displaystyle R} de boogstraal in [m],
- {\displaystyle L} de booglengte [m] van de overgangsboog (gemeten vanaf de rechtstand)

De algemene formule voor een clothoïde in geparametriseerde vorm, is:
{\displaystyle x(t)=k\int _{0}^{t}\sin(u^{2})\ \mathrm {d} u}
{\displaystyle y(t)=k\int _{0}^{t}\cos(u^{2})\ \mathrm {d} u},
met
{\displaystyle k=A\ {\sqrt {\ 2\ }}}
Voor de booglengte {\displaystyle L} geldt:
{\displaystyle L=k\ t}
Alle clothoïden zijn dus door de schaalparameter {\displaystyle k} met elkaar verbonden.

## Toepassing
De clothoïde wordt onder ander toegepast als overgangsboog in het horizontaal alignement van wegen en spoorwegen. Toepassing van de clothoïde als overgangsboog heeft een aantal kenmerken die over het algemeen als gunstig worden gezien door verkeersingenieurs:
- Bij constante snelheid is de toename van de kromming per tijdseenheid gelijk. Met andere woorden, de hoeksnelheid van de wagen neemt lineair toe of af, of nog met andere woorden de hoekversnelling is constant. Dit betekent dat bij het doorlopen van de overgangsboog een automobilist met constante snelheid het stuur kan verdraaien.
- De toename van de dwarsversnelling per afgelegde afstand is gelijk, waardoor de toename van de dwarsversnelling per tijdseenheid gelijk is bij constante snelheid.
- De ideale verkanting neemt lineair toe als functie van de afgelegde afstand.

Indien geen overgangsboog zou worden toegepast, zou bij een overgang van een rechtstand of ruime boog naar een krappe boog de dwarsversnelling ineens toenemen. In het geval van wegverkeer zou een automobilist ineens een grote stuurverdraaiing moeten maken en zou al in de rechtstand of ruime boog de verkantingsovergang moeten worden aangebracht, wat ongunstig is om redenen van comfort.
boog ·
booglengte ·
boogstraal ·
clothoïde ·
overgangsboog ·
straal